# David Lightfoot
David William Lightfoot, född den 10 februari 1945, är en lingvist från Förenta staterna. Han var professor i lingvistik vid Georgetown University.